# Систем колекторских канала
Систем колекторских канала бубрега састоји се од серије тубула и канала које повезују нефронe са мокраћоводом. Он доприноси баланце електролита и флуида путем реапсорпције и екскреције, процеса регулисаног хормонима алдостероном и Антидиуретички хормон.
Систем колекторских канала има неколико компоненти: повезујуће тубуле, кортикалне сабирни каналићи, и медуларни сабирни каналићи.